# Югра (хокейний клуб)
Хокейний клуб «Югра» — хокейний клуб з м. Ханти-Мансійська, Росія. Заснований у 2006 році. Виступає у Континентальній хокейній лізі.
Чемпіон Росії у Вищій лізі (2009, 2010); чемпіон Росії у Першій лізі (2008).
Домашні матчі проводить у льодовому палаці «Арена-Югра» (5500 глядачів).

## Історія
Хокейний клуб «Югра» засновано у 2006 році за сприянням уряду Ханти-Мансійського автономного округу. Через рік, команда із окружного центру змогла пробитися до першої ліги класу «А» першості Росії. У сезоні 2008—09 років «Югра» виступав вже у дивізіоні «Схід» вищої ліги, де посів друге місце, поступившись «Автомобілісту» (Єкатеринбург), і вийшов у плей-оф.
У фіналі «Югра» зустрічався з клубом «Крила Рад» (Москва). Після двох домашніх ігор з МХК «Крила Рад» хокеїсти із Ханти-Мансійська у серії вели з рахунком 2:0 (5:1, 6:4). 26 квітня команда здобула третю перемогу у додатковий час із рахунком 2:1. У підсумку рахунок у серії став 3:0 і ханти-мансійська команда завоювала титул переможця Вищої ліги сезону 2008—09. У сезоні 2009—10 ХК «Югра» повторив успіх, і другий раз поспіль став чемпіоном вищої ліги.
З 2010 року команда виступає у Континентальній хокейній лізі. У дебютному сезоні її кольори захищали: воротарі — Михайло Бірюков, Едгарс Масальскіс; захисники — Олексій Пепеляєв, Євген Блохін, Михайло Тюляпкін, Євген Хвостов, Томмі Варг, Пилип Метлюк, Рінат Ібрагімов, Володимир Логінов, Іван Лекомцев, Євген Шалдибін; нападники — Іван Хлинцев, Ігор Скороходов, Артем Булянський, Ігор Ємелєєв, Михайло Якубов, Євген Муратов, Павло Воробйов, Кирило Петров, Денис Тюрін, Дмитро Алтарьов, Ілля Малюшкін, Максим Бєляєв, Андрій Сидякін, Марек Заграпан, Михайло Анісін, Владімір Дравецький, Олексій Булатов, Віталій Ситников, Томаш Булик.

## Досягнення
- Чемпіон Росії у вищій лізі — 2009, 2010.
- Чемпіон Росії у першій лізі — 2008.

## Арена

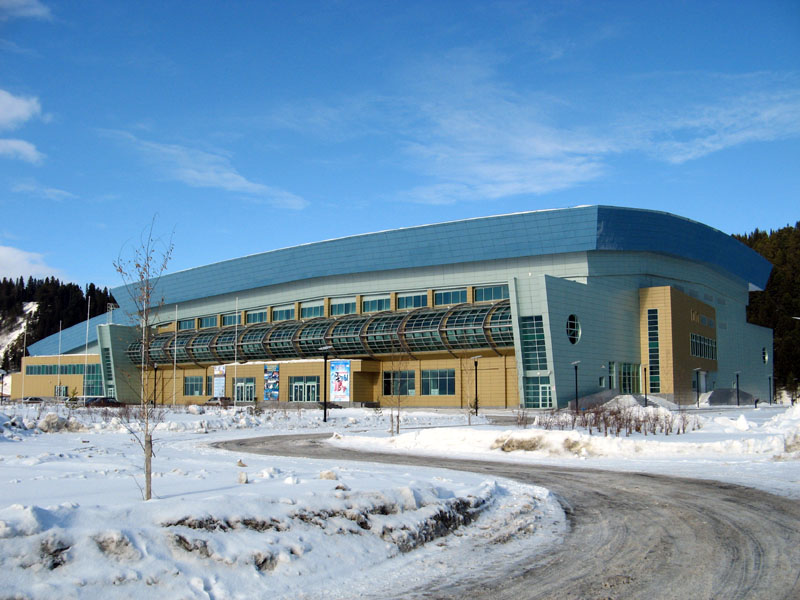
«Арена-Югра»

Домашні матчі чемпіонату КХЛ «Югра» проводить у льодовому палаці багатофункціонального культурно-розважального комплексу «Арена-Югра». Спорткомплекс був введений в експлуатацію у 2008 році і розрахований на 5500 чоловік. В основному комплекс орієнтований на проведення змагань з хокею і фігурного катання, але за необхідної трансформації арена комплексу стає спортивним майданчиком для проведення змагань з міні-футболу, волейболу, баскетболу, гандболу, тенісу, спортивної і художньої гімнастики, боротьби і боксу, а також концертним майданчиком для виступів зірок естради.
У приміщеннях спорткомплексу проводяться навчально-тренувальні збори практично з усіх видів спорту. Нині комплекс є тренувальною базою для хокейних команд і занять віддлень ДЮСШ. У розпорядженні спортсменів просторні роздягальні, душеві, сушильні камери, масажні кабінети, тренажерні зали для проведення розминок.

## Статистика
Капітани
- Євген Блохін (2011—12)